# Rychnov u Jablonce nad Nisou
Rychnov u Jablonce nad Nisou (in tedesco Reichenau) è una città della Repubblica Ceca facente parte del distretto di Jablonec nad Nisou, nella regione di Liberec.